# Mirko Tomassoni
Mirko Tomassoni (Borgo Maggiore, 24 de abril de 1969) es un político sanmarinense.
Ejerció el cargo de Capitán Regente (Jefe de Estado) de la República de San Marino en dos oportunidades. La primera de ellas entre octubre de 2007 y abril de 2008, junto a Alberto Selva; y la segunda junto a Luca Santolini entre octubre de 2018 y abril de 2019.

## Biografía
En 1992 comenzó su carrera en la Oficina de la Policía Civil. En 1999 sufrió un accidente automovilístico que lo dejó parapléjico. Fue elegido tres veces para ocupar el ayuntamiento de Montegiardino.
En junio de 2006 fue elegido para el Consejo Grande y General de San Marino, en la lista del Partido de los Socialistas y Demócratas. Cuando se convirtió en Capitán Regente en 2007, fue el primer Jefe de Estado discapacitado de San Marino. Para facilitar su acceso, los edificios públicos se adaptaron para pasar una silla de ruedas e incluso se modificó el protocolo de la ceremonia de asunción del cargo, celebrada en el Palazzo Pubblico.
Formó parte de un comité encargado de analizar la implementación y el monitoreo de la convención sobre los derechos de las personas con discapacidad de Naciones Unidas, ratificada durante su período como capitán regente.
Entre 2014 y 2017 fue presidente de la sección de San Marino de la asociación internacional de policía. Desde 2006, ha sido miembro del grupo nacional de San Marino en la Unión Interparlamentaria. También preside la Asociación Deportiva y Cultural de San Marino Attiva-Mente, fundada por él.

## Publicaciones
- Bolivia 2013 (2014).[5]